# Kabompo (Distrikt)

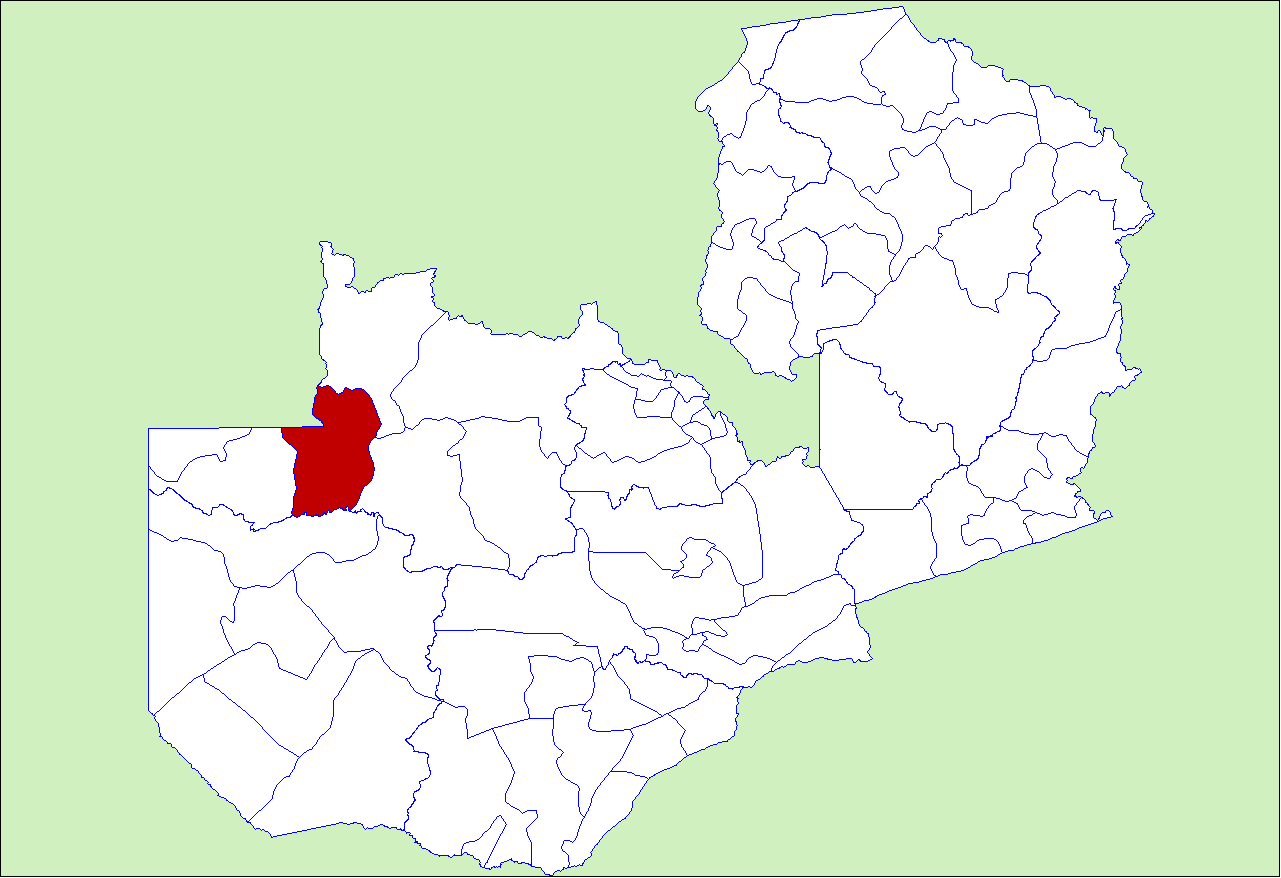
Ehemalige Ausdehnung des Distriktes bis 2012

Kabompo ist einer von elf Distrikten in der Nordwestprovinz in Sambia. Er hat eine Fläche von 7200 km² und es leben 65.760 Menschen in ihm (2022). Sitz der Verwaltung ist Kabompo. Von ihm wurde 2012 der Distrikt Manyinga abgespaltet.

## Geografie
Der Distrikt befindet etwa 450 Kilometer nordwestlich von Lusaka. Er liegt auf einer mittleren Höhe von etwa 1100 m. Die Südgrenze bildet der Fluss Kabompo. Die Westgrenze wird zum Teil von seinem Nebenfluss Mumbeji und dessen Nebenfluss Kalwilo gebildet. Ein kleines Stück im Nordwesten wird vom Fluss Makondu begrenzt.
Der Distrikt grenzt im Westen an den Distrikt Zambezi und im Osten an Manyinga und Mufumbwe. Im Süden grenzt er an Lukulu in der Westprovinz, und im Norden an die Provinz Moxico in Angola.

## Politik
An der M8 liegen noch 2006 viele Lager mit Flüchtlingen aus dem angolanischen Bürgerkrieg, die noch repatriiert werden sollen, dies aber nicht wollen. Die Straße M8 gilt als zentrale Schmuggelroute für Kobalt aus dem Kongo und Diamanten aus Angola.

## Wirtschaft
Der Distrikt ist geprägt von Miombo-Wäldern mit Sambesi-Teak und offenen Flussauen. Inzwischen gibt es 6000 Imker. Ein GTZ-Projekt hat Produktion und Vermarktung von Honig sehr erfolgreich aufgebaut. Grundnahrungsmittel sind Kassava, Mais und Fisch. Es werden Wildfleisch und Harthölzer angeboten. Ansonsten ist der Distrikt kaum dokumentiert. Es werden Vorkommen an Kupfer-Kobalt-Gold-Uran-Eisen (Kabompo-Dome) und wenige Diamanten vermutet. 16 Kilometer nordwestlich von Kabombe liegen 1,4 Millionen Tonnen Kalkstein, wie er in der Zementindustrie und in der Landwirtschaft verlangt wird.